# Eumasia exoria
Eumasia exoria är en fjärilsart som beskrevs av Edward Meyrick 1919. Eumasia exoria ingår i släktet Eumasia och familjen säckspinnare. Inga underarter finns listade i Catalogue of Life.